# 표준FM
표준FM(또는 SFM)은 AM 표준방송을 그대로 FM으로 재송출하는 방송을 뜻한다. 도시화가 가속화되면서 기하급수적으로 늘어가는 건축물로 인해, 중파방송의 수신률이 도심 지역에서 크게 떨어지는 현상을 보완하기 위해 같은 중파 주파수 대역의 송신 내용을 초단파 이상의 주파수 대역에도 그대로 송신하는 것이 주 목적이다.
기존의 중파방송에 비해 음질의 면과 도심지역 수신률의 문제가 월등히 개선되어 기존의 중파방송 청취의 '대안' 역할을 하나, 이와 달리 도심화가 더딘 산간 지역에서는 오히려 표준FM방송이 기존 중파방송보다 수신률이 더욱 떨어져 중파방송을 완전히 '대체'하지는 못하고 있다. 때문에 중파만으로 방송했던 방송국은 표준FM 개국 이후에도 대부분 중파방송을 존치해 왔으나, 2020년대 들어 수도권 외 몇몇 지방에서 중파방송 송신을 휴지한 후 폐국하고 표준FM으로 완전히 전환하는 사례가 조금씩 증가하고 있다.
대한민국에서는 1980년대부터 KBS 제1라디오와 MBC 표준FM를 시작으로, 기존의 AM방송의 표준FM 방송이 속속 개국하기 시작하였다. 다만 일찌감치 스테레오로 표준FM을 송출했던 수도권에 비해, 수도권 외 지역에서는 2000년대에 들어서야 표준FM의 스테레오 송출이 시작됐다. 현재 수도권에서 모노로 송출하는 표준FM은 KBS 제3라디오뿐이다.
대북방송 성격이 강한 KBS 한민족방송과 AFN Thunder AM을 제외하고, 모든 한국의 AM방송은 표준FM으로서 FM방송으로도 그대로 들을 수 있다.

## 각 국가 별 표준FM

### 대한민국

#### 수도권
- KBS 제1라디오
- KBS 제3라디오
- KBS 한민족방송(1990년대 중반까지 송출)
- MBC 표준FM[1]
- SBS 러브FM[1]
- CBS 표준FM
- FEBC FM

#### 강원
- KBS춘천 제1라디오
- KBS강릉 제1라디오
- KBS원주 제1라디오
- 춘천MBC 표준FM[2]
- 원주MBC 표준FM[2]
- MBC강원영동 강릉 표준FM
- MBC강원영동 삼척 표준FM[2]
- 강원CBS 표준FM[3]
- 강원영동CBS 표준FM[3]

#### 대전, 충청
- KBS대전 제1라디오
- KBS청주 제1라디오
- KBS충주 제1라디오 FM[4]
- 대전MBC 표준FM[1]
- MBC충북 청주 표준FM[1]
- MBC충북 충주 표준FM[5]
- 대전CBS 표준FM[3]
- 청주CBS 표준FM[3]

#### 광주, 전라
- KBS광주 제1라디오
- KBS전주 제1라디오
- KBS순천 제1라디오
- KBS목포 제1라디오
- 전주MBC 표준FM
- 광주MBC 표준FM
- 목포MBC 표준FM[2]
- 여수MBC 표준FM[2]
- 광주CBS 표준FM[1]
- 전북CBS 표준FM[1]
- 전남CBS 표준FM[3][6]

#### 대구, 경북
- KBS대구 제1라디오
- KBS포항 제1라디오
- KBS안동 제1라디오
- 대구MBC 표준FM[7]
- 포항MBC 표준FM[1]
- 안동MBC 표준FM[8]
- 대구CBS 표준FM[8]
- 포항CBS 표준FM[3]

#### 부산, 경남, 울산
- KBS부산 제1라디오
- KBS울산 제1라디오
- KBS창원 제1라디오 FM[3][9]
- KBS진주 제1라디오
- 부산MBC 표준FM[2]
- 울산MBC 표준FM[1]
- MBC경남 창원 표준FM[1]
- MBC경남 진주 표준FM[8]
- KNN 러브FM[3]
- 부산CBS 표준FM[1]
- 울산CBS 표준FM[3]
- 경남CBS 표준FM[3]

#### 제주
- KBS제주 제1라디오
- 제주MBC 표준FM[2]
- 제주CBS 표준FM[3]
- 제주극동방송

### 일본
일본의 경우 미국처럼 FM방송과 중파방송 자체의 구분이 뚜렷하기 때문에 '표준FM'이라는 개념자체가 희박했었다. NHK의 경우 NHK 제1라디오와 NHK 제2라디오는 오직 중파로만 송출되며, 이와 별개로 음악전문의 NHK FM이라는 라디오 방송이 있다.
그러나 3.11 대지진 이후로 중파 송신소가 쓰나미에 취약한 해안가 및 저지대에 위치해있다는 문제점이 지적되어 왔고 도시화로 인해 중파방송 수신율이 떨어지는 경향(특히 도쿄, 나고야, 오사카 등 대도시권)이 나타나자 일본 정부에서 FM 보완중계국 개념을 도입하여 2014년 12월부터 각 방송사에서 "FM 보완중계국"을 허가받아 설치하고 있으며 2020년 3월 16일까지 민영방송사를 중심으로 "FM 보완중계국" 구축이 완료되었다. 공식 애칭은 '와이드 FM'(ワイドFM)으로 새로운 "확장"주파수 대역과 훨씬 더 확장되는 라디오 스페이스로 청취자에게 어필하는 의미를 가지고 있으며 청취자들에게 FM보완방송을 친숙하게 만들기 위한 목적으로 2015년 3월 30일 결정되었다. 

### 영국
과거 BBC 라디오 4는 FM 도입 이후 FM과 중파로 동시에 송출된 적이 있었지만, 2000년대에 들어 BBC 라디오 4의 중파송출이 대폭 축소되었고, 나중에는 중파 주파수의 상당부분이 BBC 라디오 5 라이브로 넘어가면서 BBC 라디오 1,2,3,4는 사실상 거의 FM 전용방송으로 남게 되었다.

### 미국
현재 미국은 중파방송은 시사, 컨트리송, 대담 프로그램 위주로 되어 있고, FM방송은 음악전문 방송으로 이미 분화된 상태이므로 '표준FM'이라는 개념이 희박한 상태이다.